# Condado de Gogebic
El condado de Gogebic (en inglés: Gogebic County), fundado en 1887, es un condado del estado estadounidense de Míchigan. En el año 2000 tenía una población de 17.370 habitantes con una densidad de población de 6 personas por km². La sede del condado es Bessemer.

## Geografía
Según la oficina del censo el condado tiene una superficie total de 3823 km² (1476,1 mi²), de los que 2854 km² (1101,9 mi²) son tierra y 971 km² (374,9 mi²) (25,37%) son agua. Al norte se encuentra el lago Superior pero también tiene orillas en el lago Gogebic que le da el nombre y es atravesado por el río Montreal en su parte oeste.

## Condados adyacentes
- Condado de Ontonagon - norte
- Condado de Iron - este
- Condado de Vilas - sur
- Condado de Iron - suroeste
- Condado de Ashland - noroeste

### Principales carreteras y autopistas
- U.S. Autopista 2
- U.S. Autopista 2 B
- U.S. Autopista 45
- Carretera estatal 28
- Carretera estatal 64

### Espacios protegidos
En este condado se encuentra parte del bosque nacional de Ottawa.

## Demografía
Según el censo del 2000 la renta per cápita media de los habitantes del condado era de 27.405 dólares y el ingreso medio de una familia era de 35.738 dólares. En el año 2000 los hombres tenían unos ingresos anuales 29.102 dólares frente a los 21.298 dólares que percibían las mujeres. El ingreso por habitante era de 16.169 dólares y alrededor de un 14,40% de la población estaba bajo el umbral de pobreza nacional.

## Lugares

### Ciudades
- Bessemer
- Ironwood
- Wakefield

### Lugar designado por el censo
- Marenisco
- Watersmeet

### Comunidades no incorporadas
- Connorville
- Ramsay
- Thomaston

### Municipios
| - Municipio de Bessemer - Municipio de Erwin | - Municipio de Ironwood - Municipio de Marenisco | - Municipio de Wakefield - Municipio de Watersmeet |